# 杰克·萨瑟兰
杰克·萨瑟兰（英語：Jack Sutherland，1927年7月18日—2020年10月8日），新西兰男子田径运动员。他曾代表新西兰参加1950年大英帝国运动会田径比赛，获得男子4×440码接力铜牌。